# Theridion bryantae
Theridion bryantae là một loài nhện trong họ Theridiidae.
Loài này thuộc chi Theridion. Theridion bryantae được Carl Friedrich Roewer miêu tả năm 1951.